# Joseph Dan
Joseph Dan, alternative Schreibweise Yosef Dan  (יוסף דן) (geboren  1935 in Budapest, Ungarn; gestorben 23. Juli 2022 in Jerusalem), war ein israelischer Judaist. Er wurde 1997 mit dem Israel-Preis in der Sektion Jüdische Studien ausgezeichnet.

## Leben und Werk
Gemäß offiziellen Dokumenten wurde Joseph Dan 1935 in Bratislava geboren. 1939 flohen seine Eltern mit ihm, dem einzigen Kind, illegal über den Libanon ins britische Mandatsgebiet Palästina. Im Kibbuz Kfar Giladi wurden sie mit falschen Papieren ausgestattet. Dabei erhielt die Familie anstelle ihres ungarischen Namens den Nachnamen Dan. Die Familie ließ sich in Jerusalem nieder, wurde aber von den britischen Behörden verhaftet. Wie Dan gegenüber Yair Sheleg erklärte, riet ein Jurist der Jewish Agency dem Vater dazu, die Herkunft aus Budapest nicht einzuräumen, da sie dann nach Ungarn ausgewiesen würden. Wenn sie stattdessen eine Herkunft aus der nationalsozialistisch besetzten Tschechoslowakei angäben, könnten sie bleiben.

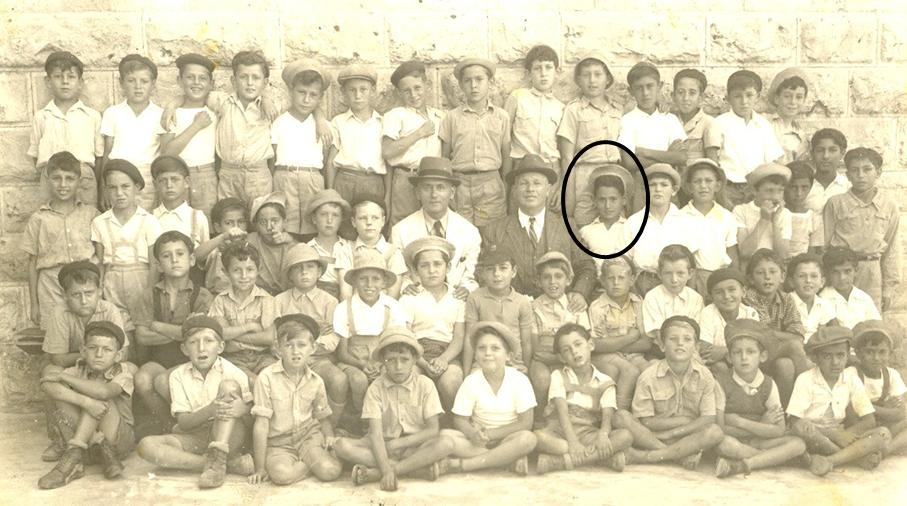
Dan in der dritten Reihe (mit Oval markiert).

An der Hebräischen Universität Jerusalem immatrikulierte sich Joseph Dan nach seiner Schulzeit für Assyriologie und Jüdische Studien. Er war in einer säkularen Jerusalemer Umgebung aufgewachsen, und auch die universitäre Judaistik war nach seiner Erinnerung säkular geprägt, während das Fach später das Interesse vieler nationalreligiöser Israelis gefunden habe und die Säkularen sich davon abwandten. Die Begegnung mit Gershom Scholem weckte sein Interesse für Mystik. Sein akademischer Lehrer war Isaiah Tishby, bei dem er 1958 seine Masterarbeit über Ms. Oppenheim 540 und seine Beziehung zum Sefer Ḥasidim schrieb. In den folgenden Jahrzehnten blieb Dan der damit eingeschlagenen Richtung treu und erforschte die Literatur der Chasside Aschkenas. Er promovierte 1963 mit einer Arbeit über die Ethik der Chasside Aschkenas. Im folgenden Jahr trat er eine Dozentenstelle an; seine Veröffentlichungen in den 1960er Jahren galten weiterhin dem Promotionsthema; 1968 veröffentlichte er ein Buch über die mystischen Lehren der Chasside Aschkenas. Außerdem edierte er wenig bekannte aschkenasische Manuskripte des Spätmittelalters. Zusätzlich erforschte Dan die Werke spanischer Kabbalisten.
1971 trat Joseph Dan eine Stelle als Associate Professor an und erhielt den Bialik-Preis in der Sektion Jüdische Studien. Ab 1976 hatte er einen Lehrstuhl inne und konzentrierte sich in den Folgejahren auf Kabbala, später auch Hechalot- und Merkava-Literatur. Von 1982 bis zu seiner Emeritierung 2002 war er Gershom Scholem Professor für Kabbala. Von 1993 bis 2002 hatte er eine ständige Gastprofessur für Jüdische Studien an der Freien Universität Berlin.

## Veröffentlichungen (Auswahl)
- Kabbalah: A very short Introduction. Oxford University Press, Oxford 2006.
- Die Kabbala: Eine kleine Einführung. Reclam, Stuttgart 2. Auflage 2012 (Reclams Universal-Bibliothek 18946).
- (als Herausgeber, mit Klaus Herrmann): Studies in Jewish Manuscripts. Mohr Siebeck, Tübingen 1999.
- (als Herausgeber): The Heart and the Fountain: An Anthology of Jewish Mystical Experiences. Oxford University Press, Oxford 2002.